# Пирогов Олексій Петрович
Олексій Петрович Пирогов (7 лютого 1898, місто Москва, тепер Російська Федерація — 30 березня 1970, місто Київ) — український радянський діяч, міністр державного контролю Української РСР. Депутат Верховної Ради УРСР 3-го скликання.

## Біографія
Народився в родині робітника. З 1915 року, після закінчення середнього навчального закладу, розпочав трудову діяльність.
У 1918—1920 роках — на фінансовій роботі в апараті Всеросійського центрального виконавчого комітету (ВЦВК) РРФСР.
Член РКП(б) з 1919 року.
У 1920—1921 роках — секретар партійного осередку Всеросійського центрального виконавчого комітету (ВЦВК).
У 1921—1924 роках — на відповідальній роботі в особливій військовій продовольчій комісії в місті Вінниці; на відповідальній радянській роботі в місті Царицині.
У 1924—1930 роках — на різних посадах в апараті Народного комісаріату фінансів СРСР.
Освіта вища. У 1932 році закінчив Всесоюзну планову академію.
У 1932—1935 роках працював членом колегії Народного комісаріату постачання Української РСР.
У 1936—1940 роках — заступник народного комісара харчової промисловості Української РСР.
У 1940—1941 роках — головний контролер Народного комісаріату державного контролю Української РСР.
У 1941—1945 роках — у Червоній армії, на керівній господарській роботі в Хабаровському краї РРФСР.
У квітні 1945 — 19 березня 1948 року — заступник міністра державного контролю Української РСР.
19 березня 1948 — 23 квітня 1953 року — міністр державного контролю Української РСР.
Потім — персональний пенсіонер у місті Києві. Очолював Раду старих комуністів при Київському філіалі Центрального музею Леніна, був головою Республіканської секції старих більшовиків товариства «Знання», обирався депутатом Київської міської ради.
Похований в Києві на Байковому кладовищі.

## Звання
- майор інтендантської служби

## Нагороди
- орден Леніна
- два ордени Трудового Червоного Прапора (23.01.1948,)
- медаль «За перемогу над Німеччиною у Великій Вітчизняній війні 1941—1945 рр.» (1945)
- медалі